# Thymoites chickeringi
Thymoites chickeringi är en spindelart som först beskrevs av Claude Lévi 1959.  Thymoites chickeringi ingår i släktet Thymoites och familjen klotspindlar.
Artens utbredningsområde är Panama. Inga underarter finns listade i Catalogue of Life.